# Mathilde Seigner
Mathilde Anne Dominique Seigner, född 17 januari 1968 i Paris, är en fransk skådespelerska.

## Roller i urval
- 1996 – Skuggspel
- 1997 – Kemtvätten
- 1999 – Vénus Beauté (Institut)
- 2000 – Harry - en vän som vill dig väl
- 2005 – Kungliga familjen
- 2006 – Camping
- 2010 – Camping 2
- 2017 – Sahara (röst)
- 2018 – Cyrano och jag